# Joshua Sinclair-Evans
Joshua Sinclair-Evans (* 29. März 1995 in London) ist ein britischer Schauspieler.

## Leben und Karriere
Sinclair-Evans begann schon früh mit der Schauspielerei und studierte Musicaltheater und Schauspiel an der Arts Educational School in London. Sein Debüt gab er in den Theaterstück The Tempest. Anschließend war er in dem Bühnenstück The Distance zu sehen. Von 2016 bis 2017 belegte er in der Serie The Lodge eine der Hauptrollen. Außerdem war trat er 2018 in einer Folge in Casualty auf. Im selben Jahr spielte er in dem Film High Strung Free Dance mit. 2019 wurde er für den Film Spider-Man: Far From Home gecastet. Unter anderem setzte er 2021 seine Karriere in A Christmas Number One fort.

## Filmografie
- 2016–2017: The Lodge (Fernsehserie)
- 2018: Casualty (Fernsehserie, 1 Episode)
- 2018: High Strung Free Dance (Film)
- 2019: Spider-Man: Far From Home (Film)
- 2019: Ruth (Kurzfilm)
- 2021: A Christmas Number One (Film)
- 2024: Do Not Open (Kurzfilm)